# Niels Busk
Niels Busk (født 2. august 1942) var 1999-2009 medlem af Europa-Parlamentet for Venstre. I hans 2. valgperiode var de andre Venstre-medlemmer Anne E. Jensen og Karin Riis-Jørgensen. Niels Busk er Nordjyde, selvstændig landmand, har deltaget i FN-styrken i Gaza og siddet i flere bestyrelser.

## Udvalgsposter i Europa-Parlamentet
Medlemmer af Europa-Parlamentet deltager i en række udvalg og delegationer. Niels Busk er medlem af, og liberal ordfører i Udvalget for Landbrug og Udvikling af Landdistrikter, medlem af Fiskeriudvalget og suppleant i Udvalget for Miljø, Folkesundhed og Forbrugeranliggender. Desuden er han medlem af Den Blandede Parlamentariske Forsamling AVS/EU som bl.a. beskæftiger sig med spørgsmål relateret til de afrikanske lande.
Tidligere har Niels Busk været suppleant i Det Midlertidige Udvalg om Mund- og klovsyge)jan-dec 2002)

## Baggrund
Niels Busk har et langt CV, der har baggrund i hans tid i militæret samt hans landmandserhverv.
- 1963-: Løjtnant af reserven i Den Kongelige Livgarde
- 1964-1965: FN-styrken, Gaza
- 1968-: Selvstændig landmand, ejer Haldagergaard og Buskengaard, 9440 Aabybro
- 1976-1981: Næstformand for Aalborg Amts Landboforening
- 1978-1986: Formand for repræsentantskabet for Nordjydsk Mejeriselskab
- 1978-2000: Medlem af repræsentantskabet for Realkredit Danmark
- 1981-: Major af reserven i Den Kgl. Livgarde
- 1981-2001: Formand for Aalborg Amts Landboforening
- 1981-1993: Medlem af bestyrelsen for Foreningen af Jydske Landboforeninger
- 1981-1994: Medlem af bestyrelsen for De Danske Landboforeninger
- 1982-2001: Medlem af bestyrelsen for Aalborg Kvægtorv
- 1982-1989: Formand for Aalborg Kvægtorv
- 1983-1993: Formand for bestyrelsen for Oxexport Holding og datterselskaber
- 1984-1993: Næstformand for Kødbranchens Fællesråd
- 1985-1991: Medlem af bestyrelsen for Forenede Nordjydske Kreaturslagterier
- 1985-1993: Medlem af Landbrugsraadet
- 1985-1993: Formand for bestyrelsen for Bovidan A/S
- 1986-1991: Medlem af Erhvervsrådet i Aalborg
- 1986-1991: Formand for NV-OX A/S
- 1988-1993: Formand for salgsselskabet Unibeef A/S
- 1990-2000: Medlem af lokalrådet i Unibank A/S, Aalborg
- 1991-1993: Medlem af repræsentantskabet for Unidanmark
- 1991-1993: Formand for bestyrelsen for kreaturslagteriselskabet Dane Beef
- 1991-1993: Næstformand for repræsentantskabet for kreditforeningen Danmark
- 1993-2000: Medlem af bestyrelsen for Realkredit Danmark
- 1993-2000: Medlem af bestyrelsen for Real Danmark Holding A/S
- 1993-: Medlem af bestyrelsen for Foreningen Real Danmark
- 1995-1998: Folketingskandidat for Venstre (Aalborg Nord)
- 1995-2001: Medlem af bestyrelsen for Aktie-Plantageselskabet for Nordjyllands Amt
- 1997-: Medlem af Nordjyllands Erhvervsråd
- 1998-1999: Formand for Landboforeningerne Region Syd i Nordjylland Amt
- 1998-1999: Medlem af bestyrelsen for De Danske Landboforeninger
- 1998-2002: Medlem af repræsentantskabet for TV2/Nord
- 1998-2003: Medlem af ESV's (Elforsyningen Syd-Vendsyssel) repræsentantskab
- 1998-2000: Medlem af bestyrelsen for Kapital Holding A/S
- 1999-2009: Medlem af Europa-Parlamentet for Venstre
- 1999-: Medlem af Venstres hovedbestyrelse
- 2000-: Medlem af Uddannelsesudvalget i Nordjyllands Erhvervsakademi
- 2000-: Medlem af Danske Banks Rådgivende Repræsentantskab
- 2000-: Medlem af bestyrelsen for Realdania
- 2001-: Medlem af Realkredit Danmarks lokalråd i Aalborg
- 2005-: Medlem af bestyrelsen for Agri Invest A/S

## Ordener
- Ridder af Dannebrog (R)
- Fortjensttegnet for god tjeneste i Forsvarets reserve (FFR)
- Nobels Fredspris som tjenstgørende i FN's fredsbevarende styrker (FPM)
- UNEF-ordenen (FN's udrykningsstyrker)